# Iskandar Muda

Eroberungen Iskandar Mudas

Iskandar Muda (* 1590; † 27. Dezember 1636) war der 12. Sultan von Aceh auf Sumatra.

## Hintergrund
Iskandar Muda bedeutet übersetzt „Alexander der Jüngere“. Dieser Vergleich mit Alexander dem Großen bezieht sich auf seine zahlreichen Feldzüge, vornehmlich gegen die Portugiesen, die die Straße von Malakka kontrollierten.
In der Zeit von Mudas Regierung erlebte die Region Aceh ihren größten territorialen Zugewinn und erlangte einen internationalen Ruf als Handelszentrum und Stätte des islamischen Wissens. Muda trat seine Herrschaft im Jahr 1607 an und begann mit seinen Eroberungszügen zu den benachbarten Gebieten. Mit seiner Marine wollte er die Kontrolle über den nordwestlichen Teil des indonesischen Archipels gewinnen. Er dehne seinen Machtbereich auf die großen Hafenstädte an den Küstengebieten Sumatras aus, aber auch auf die Häfen Kedah, Perak und Pahang auf der malaiischen Halbinsel. Eine Allianz kleinerer Staaten, die ihre Flotten zusammenlegten, verhinderte in einer Seeschlacht im Jahr 1629, dass er auch das portugiesisch besetzte Malakka einnehmen konnte. Grundlage für die gehobene Position Acehs war der Gewürzhandel, so dass der Sultan eine Monopolstellung über den Pfefferhandel anstrebte.
Aceh war zudem in dieser Zeit ein Zentrum der Gelehrsamkeit aus dem bedeutende Schriftsteller wie Hamza Fansuri, Sjamsuddin Dari Pasai oder Nūr ud-Dīn ibn Ali al-Rānīri hervorgingen. Das von Muda eingerichtete Rechts- und Verwaltungssystem (Adat Meukuta Alam oder Kanun Meukuta Alam) wurde zum Vorbild späterer Modelle für andere islamische Staaten des Archipels. Nach der Niederlage im Jahre 1629 und dem Tod des Sultans 1636 verlor das Sultanat von Aceh mehr und mehr an Bedeutung, insbesondere als die Niederländer ihre Präsenz in der Region verstärkten und im Jahr 1641 Malakka einnahmen.